# 红色流浪者

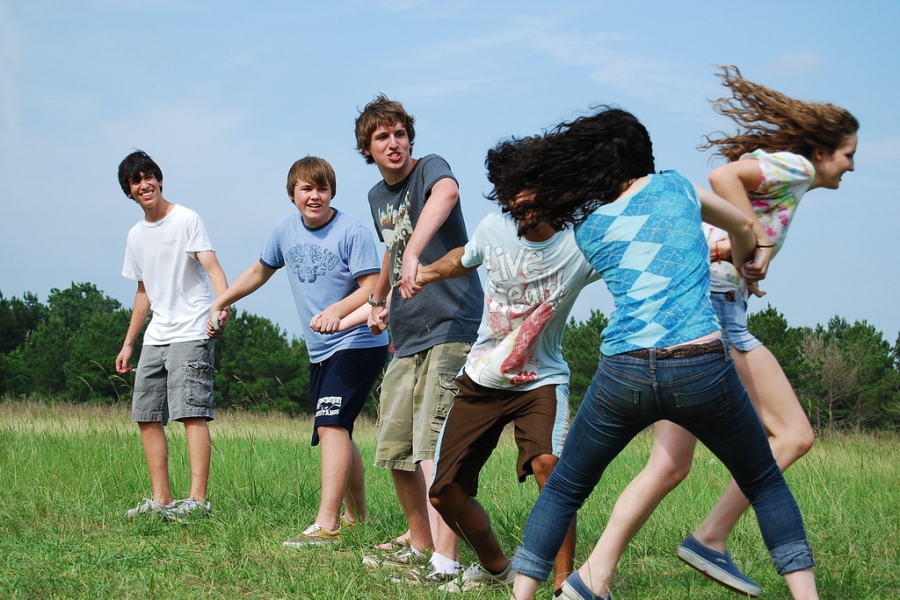
正在玩紅色流浪者的青少年

红色流浪者是儿童在遊樂場內玩的一種团队游戏，需要10名以上玩家參與。 一些學校出於安全原因禁止學生在校內玩這種遊戲。 